# کورک تلکام
کورک تلکام (کردی سورانی: کۆره‌ک تیلیکۆم) یک شرکت مخابراتی کردی است که خدمات تلفن همراه را در عراق فراهم می‌کند که مرکز آن در شهر اربیل در کردستان عراق است. این شرکت اعلام کرد که در اوایل سال 2020 سیستم نسل چهارم یا 4G رو که بیشتر در دست fastlink بود را ارایه خواهد کرد.